# Claudio Miranda
Claudio Miranda, född 1965, är en chilensk filmfotograf. Han belönades med en Oscar för bästa foto för filmen Berättelsen om Pi, och nominerades till samma pris för filmen Benjamin Buttons otroliga liv.

## Filmografi (i urval)
- 2008 – Benjamin Buttons otroliga liv
- 2010 – Tron: Legacy
- 2012 – Berättelsen om Pi
- 2013 – Oblivion
- 2015 – Tomorrowland: A World Beyond
- 2022 – Top Gun: Maverick
- 2023 – Nyad
- 2025 – F1